# تورستن هاس
تورستن هاس (به آلمانی: Torsten Haß)، همچنین با نام مستعار کیم گودال (به آلمانی: Kim Godal) شناخته می‌شود، شاعر، نمایشنامه نویس، داستان‌نویس، نویسنده و کتابدار است. به عنوان مثال، او Bibliotheken für Dummies نوشت. این کتاب در اکتبر ۲۰۱۹ منتشر شد و به دلیل تقاضای زیاد دو بار تجدید چاپ شد. تا پایان سال ۲۰۲۰ نزدیک به ۶۰ هزار کتاب درخواست شده‌است. این کتاب نقدهای متعددی دریافت کرده‌است و در بسیاری از دانشگاه‌ها مورد استفاده قرار می‌گیرد. مثال‌ها:
- کتابخانه دانشگاه توبینگن،[۳][۵]
- کتابخانه دانشگاه رور_بوخوم،[۶]
- کتابخانه دانشگاه بینگن آن در راین.[۷]